# Nasy
Nasy (deutsch Nassen) ist ein Ort in der polnischen Woiwodschaft Ermland-Masuren. Er gehört zur Gmina Biskupiec (Stadt-und-Land-Gemeinde Bischofsburg) im Powiat Olsztyński (Kreis Allenstein).

## Geographische Lage
Nasy liegt am Ostufer des Jezioro Dadaj (deutsch Daddaisee) in der westlichen Mitte der Woiwodschaft Ermland-Masuren, 29 Kilometer südwestlich der früheren Kreisstadt Rößel (polnisch Reszel) bzw. 27 Kilometer östlich der heutigen Kreismetropole und auch Woiwodschaftshauptstadt Olsztyn (deutsch Allenstein).

## Geschichte
1526 ist das Gründungsjahr des Gutsdorfs Nassen. Im Jahre 1785 wurde es als adliges Gut und Vorwerk mit sieben Feuerstellen, im Jahre 1820 als adliges Vorwerk mit sechs Feuerstellen bei 56 Einwohnern erwähnt.
Als 1874 der Amtsbezirk Raschung (polnisch Rasząg) im ostpreußischen Kreis Rößel gebildet wurde, gehörte der Gutsbezirk Nassen zu den Gründungsdörfern. 1885 zählte Nassen mit dem Wohnplatz Sasdrosz (1930 bis 1945 Falkenheim, polnisch Zazdrość) 127 Einwohner, 1910 waren es noch 85.
Von 1875 bis 1885 gehörte Nassen zum Standesamt Raschung, von 1885 bis 1889 zum Standesamt Wengoyen (polnisch Węgój) und von 1889 bis 1945 zum Standesamt Bischofsburg-Land.
Am 30. September 1928 schlossen sich die Gutsbezirke Nassen und Kattreinen (polnisch Kojtryny) zur neuen Landgemeinde Nassen zusammen. Die Einwohnerzahl dieser neu formierten Gemeinde belief sich im Jahre 1933 auf 155 und im Jahre 1939 auf 163.
In Kriegsfolge fiel 1945 das gesamte südliche Ostpreußen an Polen. Nassen erhielt die polnische Namensform „Nasy“ und ist heute eine Ortschaft innerhalb der Stadt-und-Land-Gemeinde Biskupiec (Bischofsburg) im Powiat Olsztyński (Kreis Allenstein), von 1975 bis 1998 der Woiwodschaft Olsztyn, seither der Woiwodschaft Ermland-Masuren zugehörig.

## Kirche
Bis 1945 war Nassen mit Sasdrosz resp. Falkenheim und Kattreinen in die evangelische Kirche Bischofsburg in der Kirchenprovinz Ostpreußen der Kirche der Altpreußischen Union, außerdem in die römisch-katholische Kirche der Stadt im damaligen Bistum Ermland eingepfarrt.
Heute gehört Nasy katholischerseits weiterhin zur Pfarrei in Biskupiec, die nun dem Erzbistum Ermland zugehört. Evangelischerseits halten sich die Einwohner zur Kapellengemeinde der Stadt, die eine Filialgemeinde der Kirche Sorkwity (Sorquitten) in der Diözese Masuren der Evangelisch-Augsburgischen Kirche in Polen ist.

## Verkehr
Nasy ist über eine Nebenstraße von der Landesstraße 16 bei Nowe Marcinkowo (Neu Mertinsdorf, 1938 bis 1945 Neu Märtinsdorf) aus in Richtung Rukławki (Rochlack) zu erreichen. Eine Bahnanbindung besteht nicht.